# Edmundas Gedvila
Edmundas Gedvila (* 2. Juli 1943 in Kaunas, Litauen) ist ein litauischer Unternehmer, Politiker und Bürgermeister der Rajongemeinde Jonava (1990–1995).

## Leben
1976 absolvierte Edmundas Gedvila die Akademie des Innenministeriums der Sowjetunion und wurde Jurist. Von 2006 bis 2008 war er Mitglied im Aufsichtsrat von UAB „Jonavos autobusai“. Er gründete das Immobilienunternehmen UAB „Joneda“ und leitete es als Direktor, ist Verleger eigener Zeitschrift „Joneda“ in Jonava. Von 2009 bis 2010 war er stellvertretender Direktor bei UAB „Jonavos paslaugos“. Ab 2006 ging er in die Rente.
Von 1990 bis 1995 war er Deputat des Rajonsrats Jonava, Deputatenratsvorsitzende, von 1995 bis 1997, von 2003 bis 2007, von 2007 bis 2011 und von 2011 bis 2015 Mitglied des Rajonsrats Jonava.
Gedvila ist Präsident eines Arbeitgeberverbandes im Rajon Jonava.
Er ist mit Aldona Skaisgirytė-Gedvilienė, Journalistin,  Redaktorin von „Joneda“ und Direktorin von UAB „Joneda“, verheiratet. Sie haben eine gemeinsame Tochter.